# ほうじ茶

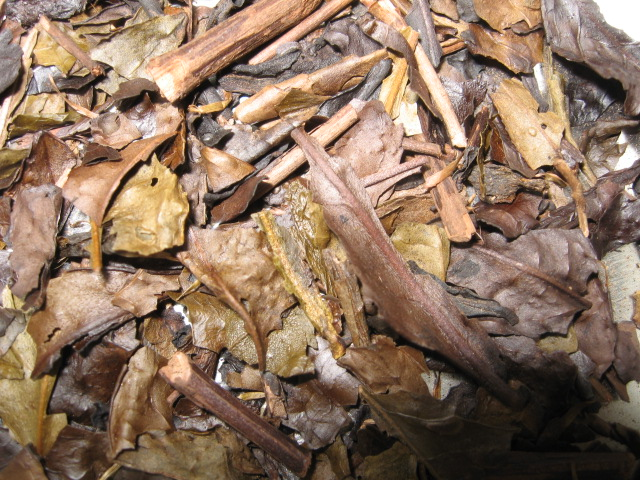
番茶より焙じられた茶葉

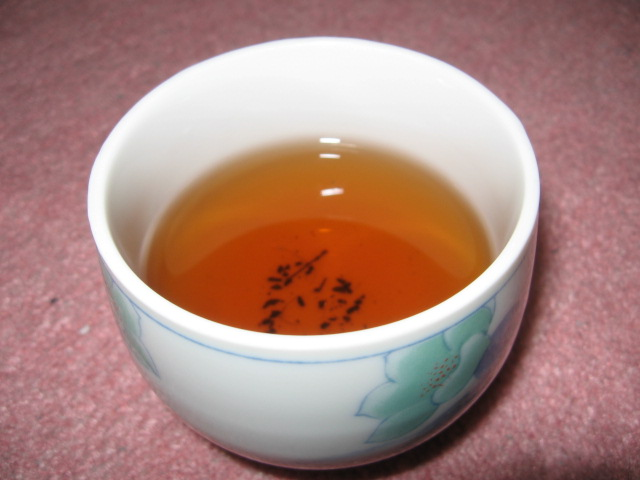
茶葉から煎じたお茶

ほうじ茶（焙じ茶、ほうじちゃ）とは、日本の緑茶の一種であり、茶葉を焙（ほう）じた飲み物を指す。一般に煎茶や番茶、茎茶を焙煎したものである。ほうじ茶はピラジン類という香気成分がもたらす独特の香ばしさがあり、苦みや渋みはほとんどなく、口当たりはあっさりしている。刺激が少なく胃にやさしいため、食事中のお茶に向く。ほうじ茶飲用の風習は、地方によってかなり相違がある。
上質な葉を選りすぐった高価なものもあるが、格は玉露や煎茶より下位、一般に番茶や玄米茶などと同位に位置づけられ、日本茶として高級な部類のものではないとされる。しかし、ほうじ茶飲用の習慣が深く根付いている京都では、上質なほうじ茶が料亭の改まった席で供されることも珍しいことではなくなっている。
また、昔から病院に入院時の食事の際や病気の時の水分補給にほうじ茶が出ることが多いが、煎茶と同等のカフェインを含むので注意が必要である。

## 製法
葉が赤茶色に変わるまで（メイラード反応）強火で焙じて作る。日本茶業中央会の定める緑茶の表示基準では「ほうじ茶とは、煎茶や番茶などを強い火で焙って製造したもの」と定義されており、緑茶の1分類である。今日の製法は、1920年代に京都において確立されたといわれる。
製茶業者は専用の大がかりな焙煎器を使用する。家庭で茶葉を焙ずるには、一般的に焙烙（ほうろく、ほうらく）という磁器などの焙じ器が使われる。簡易な方法としては、厚手の鍋やフライパンで代用することもできる。
少量を焙じるには「懐紙に茶葉を乗せ（あるいは懐紙で茶葉を包む）、熱源（炭・電熱器等）の上で細かくゆすりながら焙る」という方法もある（煎茶道におけるほうじ茶の点前などで使われる手法）。ただしこの場合、熱源の上に茶葉がこぼれる、懐紙を熱源に近づけすぎるなどの原因で発火するケースが少なくないため、周囲の環境に注意して行う必要がある。

## 種類
厳密な区分ではないが、比較的知られているほうじ茶の種類を以下列挙する。

### ほうじ番茶
これは名前のとおり、番茶を焙じて飲用に仕上げた茶のことである。ただし、番茶を焙じて飲用することが一般的な地方では、番茶＝ほうじ番茶を指すことが多い。

### 京番茶
京番茶という名は日本全国に知られているが茶どころの京都府南部を中心として生産され、日常飲用することが多いほうじ番茶のことを「京番茶」と呼び慣わしている。
食生活の様式が欧米的なものへ移り変わったので以前のような傾向は減ってはいるが、京都府および奈良県あたりでは1キログラム単位の大きな包装でよく店頭に並べられる。
焦げ香と言われる独特の燻したような焦げ香りを放つものが多いが、近年遠赤外線を用いた焙煎により不均一な焦げから解放された「京番茶」が販売されている。

### 加賀棒茶
出物である茎茶（「かりがね」と呼ぶこともある）を焙じたお茶。石川県ふるさと食品認証食品に登録されている。また、石川県では県内で焙煎された棒茶の認証基準（農安第1751号、平成19年10月22日）を制定している。
なお、チャの茎を焙じたお茶は日本各地で生産されている。石川県のある製茶場が、上質な原料から作った加賀棒茶を、全国植樹祭のために来県した昭和天皇に献上した。その経緯から「献上加賀棒茶」という商品名で製品化したため、加賀棒茶が全国的に知られるようになった。「献上加賀棒茶」は高温で短時間焙煎するもので、水色は澄んだ琥珀色で、味は優しい甘みがあり、香りは上品で格調高い。
京都の「京はやしや」では、同社の先祖である三代目林屋新兵衛がその元祖であるとしている。越中福岡出身の同社の始祖である初代新兵衛は金沢の茶店で奉公ののち、1753年に金沢安江町極楽橋に茶店「越中屋新兵衛」を開店。1805年に「林屋」と改称、三代目新兵衛が1902年に廃物の茎から「ほうじ茎茶」を考案、好評を得たため金沢市茶業組合に製法を教え、北陸地方に広まったという。林屋は明治時代に京都宇治木幡に茶園を持ち、四代目新兵衛が京都に転居し、その長男・新一郎が1967年に現名の店を開業した。

### 雁ヶ音ほうじ茶

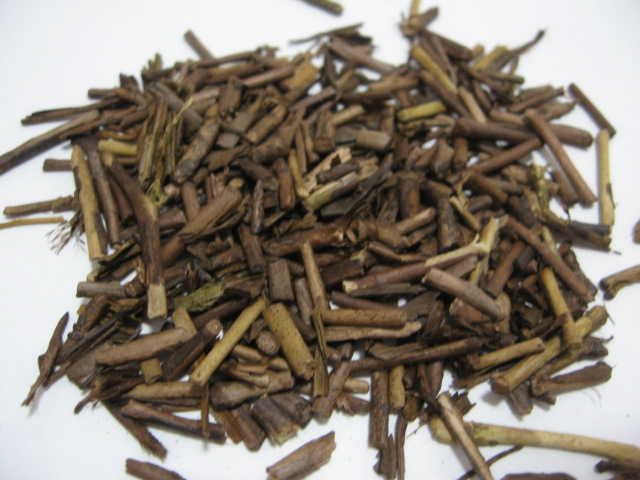
雁ヶ音ほうじ茶

これは、一番茶から茎（「かりがね」という）の部分だけを丁寧に選（よ）り取り焙じた茶である。これは、茎ほうじ茶あるいは棒ほうじ茶といった名称でも市場に出回っているが、実際には同じものを指している。茶葉の部分ではなく茎の部分を焙じているので、より一層まろやかな香りを持っている。ほうじ番茶より香りが良いのは、そのためである。

### ほうじ煎茶
一番茶や二番茶の上質な葉の部分を選りすぐり、これを焙じて作られた茶である。上質なほうじ茶は、甘く独特の心地よい香りを持ち、その焙煎には高度な技術が必要とされる。
原料とする茶葉の品質いかんによって、取り引きされる製品の値段には大きな開きがある。また近年は茶の計画的生産やペットボトル茶系飲料などへの計画的利活用に伴い減少しているが、上質な茶が売れ残って事業者に返品されたものを焙じる茶葉がある。この製品は品質保証面の視点もあり一般的な流通に乗せず産地近傍の公立学校に廉価供給し、日々の飲用やうがい指導などへ活用されることが多い。

### 名古屋ほうじ茶
平成18年度名古屋市優秀土産品審査委員会において名古屋市長推奨優秀土産品に登録されている。名古屋の土産として有名。茶の葉や茎を焙じたお茶は日本各地で生産されているが、名古屋ほうじ茶の特徴は数種類の上質な原料をブレンドし、強火であっても浅く焙じているのが特徴。水色は澄んだ黄金色で、味は甘みが強く苦渋味が抑えられ、さっぱりとした口当たりで香りが豊かである。浅く焙じる事で緑茶が含む有効成分（水分）を多く残しほうじ茶の中でも一番健康的なほうじ茶と言われている。名古屋ほうじ茶の香りは従来のほうじ茶の香りとは違い、こんがりとした香りの中にやや甘みが混ざった独特のものである。

## 淹れ方
ほうじ茶は、土瓶ややかん、急須（きゅうす）など、その地方や状況に応じて様々な器具で淹れられる。紅茶のようなティーバッグ方式で簡単に淹れられるように包装された商品もある。ほうじ茶はかさばった形状だが乾燥していて軽いため、計量する時は他の日本茶に比べ大きめのスプーンを使うと良い。
出来るだけ熱い湯で淹れる方が良いとされる。急須で淹れる場合、蓋をして30秒間程度で浸出される。熱湯で淹れると1煎目で成分が出きってしまうため、淹れ直す場合は煎を重ねるより新たな茶葉に替えたほうが良い。ほうじ茶を常飲する地方では、大きなやかんで煮出す方法を取ることが多い。北海道には冬期間、常時ストーブにかけてあるやかんでほうじ茶を煮出し、それで焼酎を割って呑むという飲み方（番茶割り）がある。
なお、作り置きしたほうじ茶にはタンパク質が含まれており、時間が経過するにしたがって変質、腐敗するので、作ったその日のうちに飲用する方が良い。腐敗が進んだものを飲用すると、腹痛や下痢の原因となる。

## 飲用やその効用
焙ずることで苦味成分のタンニン（カテキンなど）が壊れ、渋味や苦味が抑えられるので、口当たりは他のお茶よりもあっさりとしている。
京都の懐石料理では、食事中に供される茶がほうじ茶であることが珍しくない。京都の料亭の会席料理では、食後に和菓子とともにほうじ茶が出されることが多い。

## 様々な商品化
ほうじ茶用の茶葉だけでなく、ペットボトル入りの茶飲料「お～いお茶」「伊右衛門」のラインアップなどとして、そのまま飲めるほうじ茶が販売されている。
カフェインがコーヒーより少ないうえ香ばしいため、牛乳とブレンドしたほうじ茶ラテもカフェチェーンやコンビニエンスストア等で取り扱いが広がりつつある。ほうじ茶を素材として加えた食品や飲み物、ほうじ茶のフレーバーのスイーツやアイスクリーム、さらには香水にも使われている。伊藤園の推計によると、ほうじ茶の市場規模は約320億円（2016年）と、2005年の16倍に増えた。